# Okkupert (sèrie de televisió)
Okkupert (estrenada internacionalment com a "Occupied") és una sèrie de televisió noruega de ficció política dirigida per Erik Skjoldbjærg sobre una idea originària de Jo Nesbø i produïda per l'empresa sueca Yellow Bird. Fou emesa per primer cop el 4 d'octubre de 2015 pel canal privat de televisió noruec TV 2.
Amb un pressupost de 90 milions de corones noruegues es tracta de la producció noruega més cara fins a la data. La sèrie s'ha venut al Regne Unit, Alemanya, França, Suècia, Dinamarca, Finlàndia, Islàndia, Estònia, Polònia, Bèlgica, els Països Baixos i Luxemburg. I a Netflix per emetre-la a Austràlia, Estats Units, Índia i Canadà.
El passat 10 d'octubre de 2017 es va estrenar la segona temporada. Aquesta a diferència de la primera amb 10 episodis, només en té vuit.

## Argument
La sèrie està ambientada en un futur pròxim, on Noruega ha abandonat l'extracció de combustibles fòssils a causa dels efectes devastadors del canvi climàtic sobre el país. A causa d'aquesta nova política, el primer ministre noruec és forçat per la Unió Europea a acceptar l'ocupació i gestió de les refineries de gas natural i petroli del mar del Nord per l'administració russa, i d'aquesta manera assegurar-se un altre cop el subministrament de carburant. Però un seguit d'esdeveniments fan que l'ocupació russa cada cop sigui més present i la tensió entre els dos països creixi fins a límits insospitats.

## Repartiment
- Henrik Mestad com a Jesper Berg, primer ministre de Noruega.
- Ingeborga Dapkūnaitė com a Irina Sidorova, ambaixadora de Rússia a Oslo.
- Eldar Skar com a Hans Martin Djupvik, membre del servei secret noruec.
- Ragnhild Gudbrandsen com a Wenche Arnesen cap del servei secret noruec.
- Selome Emnetu com a Hilde, jutgessa noruega i companya de H.M. Djupvik.
- Vegar Hoel com a Thomas Eriksen, periodista noruec i marit de Bente.
- Ane Dahl Torp com a Bente Norum, restauradora noruega i dona de Thomas.
- Janne Heltberg com a Anita Rygg, assistent de Jesper Berg.
- Hippolyte Girardot com a Pierre Anselme, comissionat de la Unió Europea.
- Lisa Loven Kongsli com a Astrid Berg, Dona de Jesper Berg.
- Krzysztof Pieczyński com a Vladimir Gosev, membre de l'equip d'Irina Sidorova.
- Alexej Manvelov com a Nikolai, guàrdia de seguretat rus.
- Ville Virtanen com a Antti Korhonen, President de Finlàndia.

## Producció
Jo Nesbø va escriure els primers episodis el 2008, i la sèrie havia de ser produïda per la Companyia Noruega de Radiodifusió (NRK), a través d'una subvenció de 9,7 milions de corones de l'Institut de Cinema de Noruega a l'abril de 2013. Però després de quatre anys de planificació, els desacords sobre els avenços van conduir la NRK a retirar-se del projecte; TV 2 es va fer càrrec del projecte l'octubre de 2013. Erik Skjoldbjærg diu que la producció per a una segona temporada està en curs.

## Controvèrsia
Abans de l'estrena, l'ambaixador rus a Oslo va fer unes declaracions a l'Agència de notícies russa TASS en les que lamentava que, en 70è aniversari de la victòria a la Segona Guerra Mundial, els autors sembla que haguessin oblidat l'heroica contribució de l'exèrcit roig a l'alliberament del nord de Noruega de l'ocupació nazi, i que hagin decidit, en la pitjor de les tradicions de la guerra freda, espantar els noruecs amb una amenaça inexistent des de l'est.
Una de les controvèrsies que planeja també sobre la sèrie són els dilemes del primer ministre per evitar un conflicte real a canvi d'acceptar una pèrdua de sobirania real, i remeten, salvant les distàncies, a l'episodi viscut per la mateixa Noruega amb la instauració del govern col·laboracionista de Vidkun Quisling durant l'ocupació nazi.

## Episodis

### Primera temporada (2015)
| 1  | 1  | "April"      | 4 d'octubre de 2015    |  |  |  |
|    |    |              |                        |  |  |  |
| 2  | 2  | "May"        | 4 d'octubre de 2015    |  |  |  |
|    |    |              |                        |  |  |  |
| 3  | 3  | "June"       | 11 d'octubre de 2015   |  |  |  |
|    |    |              |                        |  |  |  |
| 4  | 4  | "July"       | 18 d'octubre de 2015   |  |  |  |
|    |    |              |                        |  |  |  |
| 5  | 5  | "August"     | 25 d'octubre de 2015   |  |  |  |
|    |    |              |                        |  |  |  |
| 6  | 6  | "September"  | 1 de novembre de 2015  |  |  |  |
|    |    |              |                        |  |  |  |
| 7  | 7  | "October"    | 8 de novembre de 2015  |  |  |  |
|    |    |              |                        |  |  |  |
| 8  | 8  | "November"   | 15 de novembre de 2015 |  |  |  |
|    |    |              |                        |  |  |  |
| 9  | 9  | "December 1" | 22 de novembre de 2015 |  |  |  |
|    |    |              |                        |  |  |  |
| 10 | 10 | "December 2" | 29 de novembre de 2015 |  |  |  |
|    |    |              |                        |  |  |  |

### Segona temporada (2017)
| 11 | 1 | "August"     | 29 de setembre de 2017 |  |  |  |
|    |   |              |                        |  |  |  |
| 12 | 2 | "September"  | 29 de setembre de 2017 |  |  |  |
|    |   |              |                        |  |  |  |
| 13 | 3 | "October"    | 6 d'octubre de 2017    |  |  |  |
|    |   |              |                        |  |  |  |
| 14 | 4 | "November"   | 13 d'octubre de 2017   |  |  |  |
|    |   |              |                        |  |  |  |
| 15 | 5 | "December"   | 20 d'octubre de 2017   |  |  |  |
|    |   |              |                        |  |  |  |
| 16 | 6 | "January"    | 27 de novembre de 2017 |  |  |  |
|    |   |              |                        |  |  |  |
| 17 | 7 | "February 1" | 3 de novembre de 2017  |  |  |  |
|    |   |              |                        |  |  |  |
| 18 | 8 | "February 2" | 18 de novembre de 2017 |  |  |  |
|    |   |              |                        |  |  |  |

### Tercera temporada (2019)
| 19 | 1 | "March"            | 5 de desembre de 2019  |  |  |  |
|    |   |                    |                        |  |  |  |
| 20 | 2 | "April"            | 5 de desembre de 2019  |  |  |  |
|    |   |                    |                        |  |  |  |
| 21 | 3 | "May"              | 12 de desembre de 2019 |  |  |  |
|    |   |                    |                        |  |  |  |
| 22 | 4 | "June"             | 19 de desembre de 2019 |  |  |  |
|    |   |                    |                        |  |  |  |
| 23 | 5 | "September Part 1" | 26 de desembre de 2019 |  |  |  |
|    |   |                    |                        |  |  |  |
| 24 | 6 | "September Part 2" | 2 de gener de 2020     |  |  |  |
|    |   |                    |                        |  |  |  |